# 11:11 (album de Regina Spektor)
11:11 este albumul de debut al cântăreței-compozitoare Regina Spektor. A fost auto-lansat pe CD și vândut la primele spectacole. Albumul nu mai este comercializat pe CD, dar este disponibil la magazinele online de muzică iTunes Store și Amazon MP3.

## Lista pieselor de pe album
1. „Love Affair” – 2:22
2. „Rejazz” – 3:37
3. „Back of a Truck” – 5:52
4. „Buildings” – 4:43
5. „Mary Ann” – 2:56
6. „Flyin” – 1:59
7. „Wasteside” – 2:22
8. „Pavlov's Daughter” – 7:43
9. „2.99 Cent Blues” – 3:33
10. „Braille” – 4:55
11. „I Want to Sing” – 3:56
12. „Sunshine” – 2:23

## Personal
- Regina Spektor - partea vocală, pian
- Chris Kuffner și Richie Castellano - tobe
- David Panarelli - fotografie, design grafice